# Pont de la Vieille Loire de Decize
Le pont de la Vieille Loire de Decize est un pont routier qui franchit la Loire à Decize dans la Nièvre. Construit dans son état actuel entre les années 1754 et 1787 (la première arche rive gauche, détruite en juin 1940, a été remplacée après la guerre), il a été conçu par plusieurs ingénieurs successifs : Picault, Leclerc, Devaux et Benoist sous la direction des intendants de la généralité de Moulins.
Il porte la route départementale 978A.

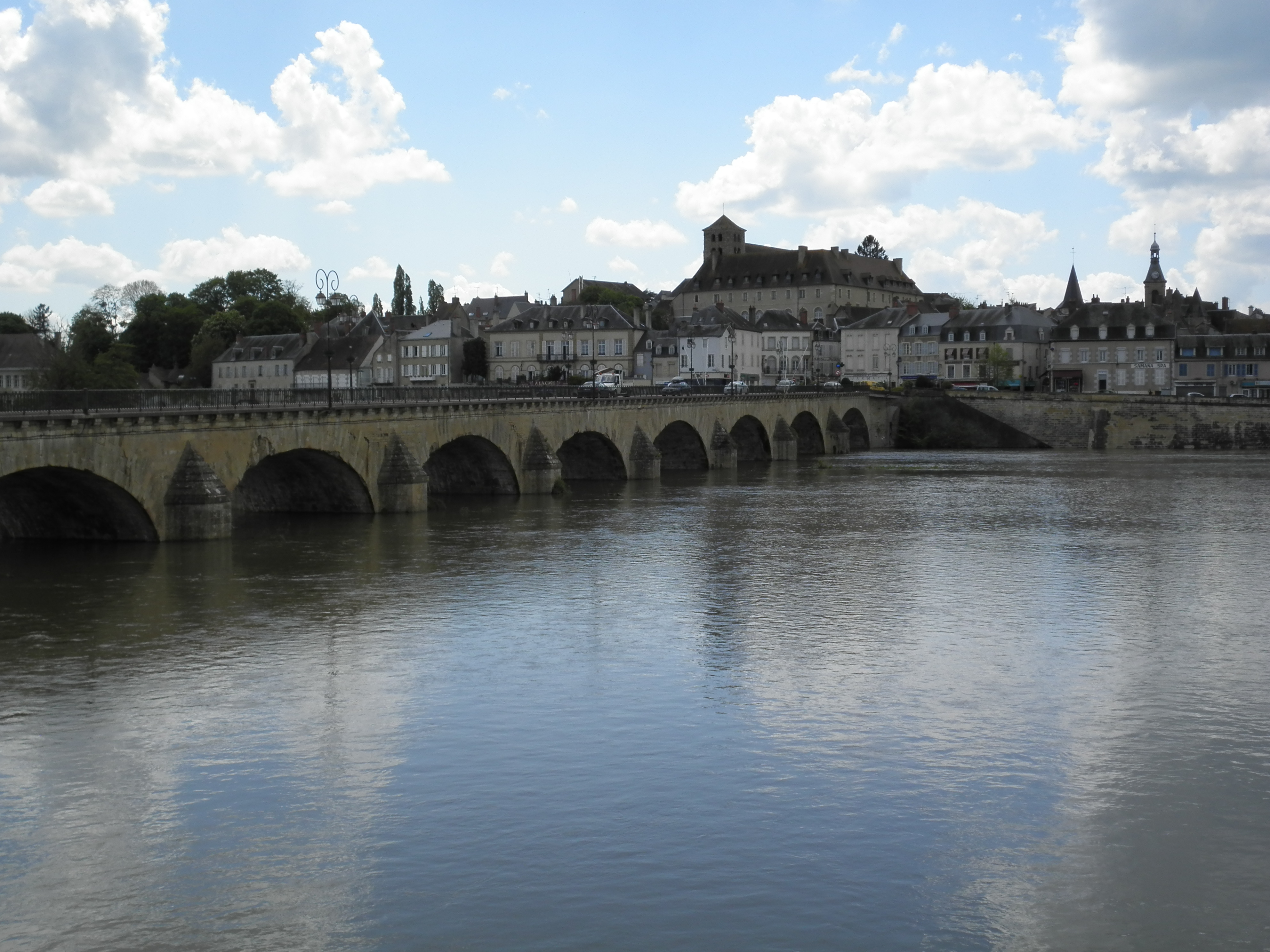
Pont de Decize en 2013.
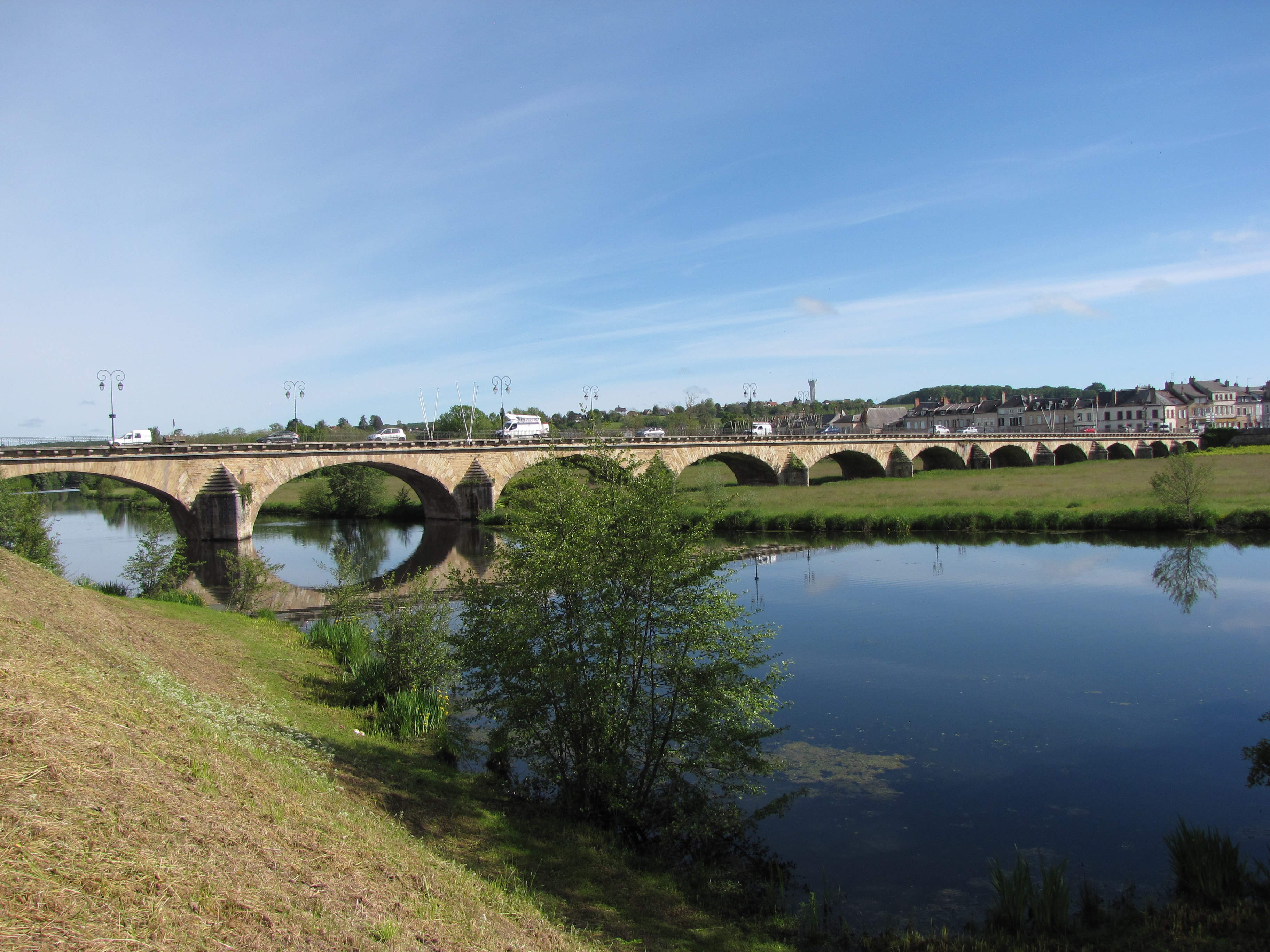
Pont de Decize vue depuis la rive gauche amont.

## Pourquoi «Vieille Loire?»
La variabilité extrême du débit du fleuve et les divagations importantes de son lit caractérisent la Loire. Ainsi, au cours des siècles, les cartes rendent bien compte de la versatilité du passage du fleuve au droit de la ville de Decize, campée sur son rocher. Le fleuve coule alors tantôt au sud, tantôt au nord, au gré des crues et des déplacements du lit.
Les premiers aménagements (les turcies puis les levées) viendront tenter de canaliser les flots, à la fois pour protéger les populations du val mais aussi pour faciliter la navigation et la traversée. On voit ainsi, dès le début du XVIIIe siècle. apparaître des chevrettes qui orientent le courant vers le nord afin d’amener le fleuve à couler en priorité du côté du port principal de la ville. Les plantations d’arbres participent d’ailleurs grandement à ces aménagements en stabilisant les berges (la promenade des Halles mais aussi de part et d’autre du fleuve au niveau du pont).
Au XIXe siècle, avec le lent abandon de la navigation sur le fleuve au profit des canaux et bientôt du chemin de fer, la volonté s'inverse. On souhaite alors, grâce à la mise en place d’un barrage à aiguilles en 1836, permettre la jonction, par le fleuve ainsi retenu, entre le canal latéral (terminé en 1837 rive gauche) et le canal du Nivernais (terminé en 1841 rive droite). Afin de maintenir cette jonction quel que soit le niveau du fleuve, le courant principal est alors détourné à l’aide d’une chevrette de deux cents mètres de long construite dès 1844 en amont de l’île, au niveau du village de Brain. Cette nouvelle configuration a pour effet l’ensablement progressif du bras droit (aujourd’hui appelé par les Decizois « Vieille Loire ») qui ne retrouve vie qu’à l’occasion des plus fortes crues du fleuve. Là encore, des plantations d’arbres viennent conforter les aménagements (sur la levée du faubourg d’Allier, à la Saulaie…).

## Histoire
On ignore la date du premier établissement d'un pont à Decize, la ville eut certainement de très bonne heure des ponts, rendus indispensables par sa situation géographique.

### Antiquité
La ville de Decize est certainement dotée de ponts en bois ou pierre et bois dès l'Antiquité, ils n'ont pas laissé de traces archéologiques comme ceux étudiés à Cosne-Cours-sur-Loire ou Saint-Satur. En −52, César traverse la Loire à Decize en empruntant la voie qui mène de Bourges (Avaricum) à Autun (Augustodunum) sans détailler par quel moyen.

### Moyen Âge
Le plus ancien acte faisant mention d'un pont à Decize date de 1278 : « Jean du Chastel, damoiseau, fils de feu Hugues Prévost de Vézelay, vendait au comte Robert, pour 80 livres tournois le péage du pont de Dycize »….
Les archives mentionnent par ailleurs régulièrement les ponts de Loire lorsqu'il s'agit d'évoquer les péages ou les destructions occasionnées par les crues. Ainsi, le pont de Loire subit d'importantes destructions et réparations en 1366, 1436, 1442, 1447, 1460 et 1490.
Le pont est à cette époque constitué essentiellement de bois, appuyé peut-être sur d'anciennes piles en pierre antiques. Les archives corroborent cette affirmation puisqu'au XVe siècle, on garde la trace de nombreux travaux de ce type. On retrouve mention d'un pont-levis et de l'édification d'une chapelle Notre-Dame de Bon-Port sur une pile.

### XVIeetXVIIesiècles

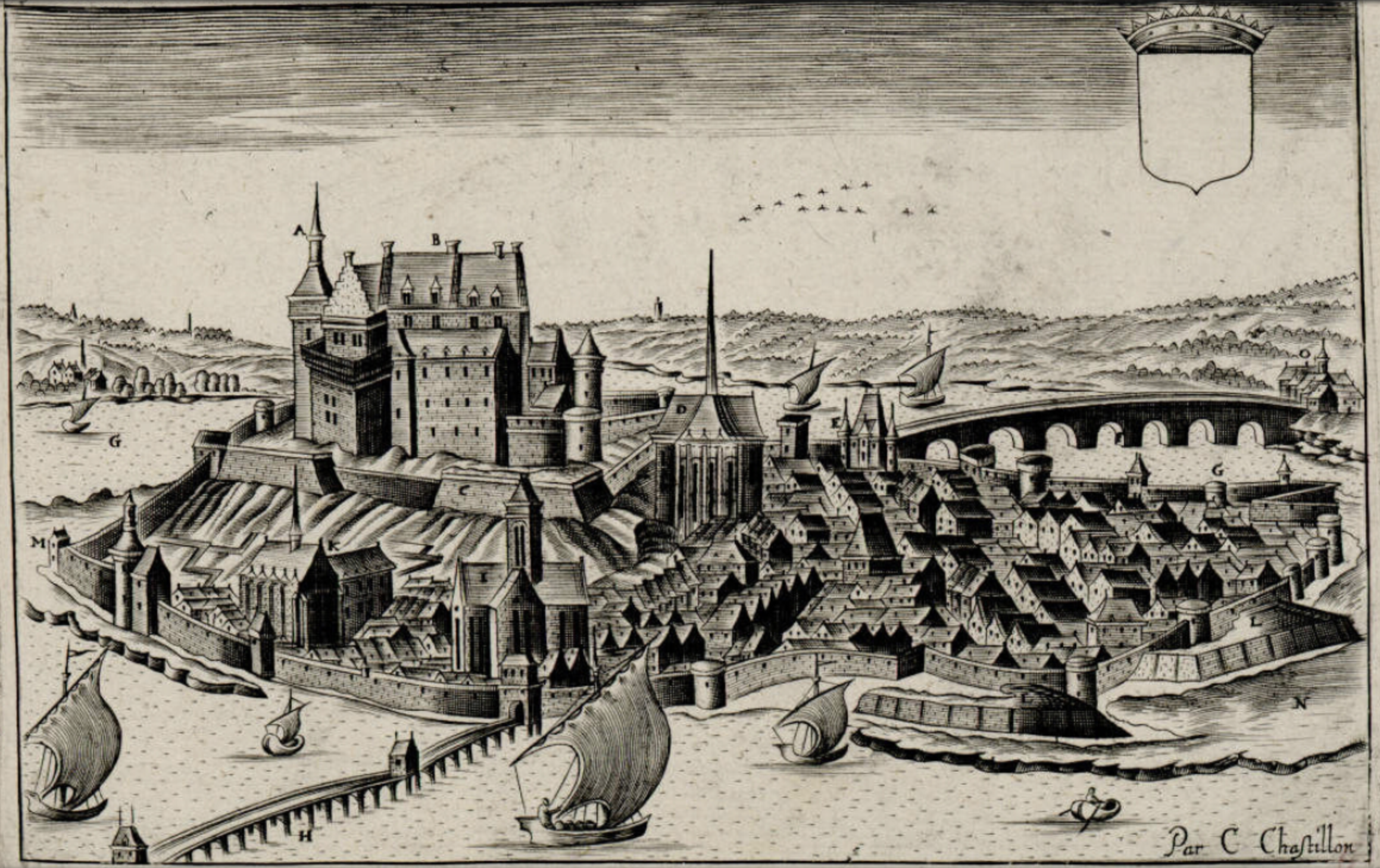
Claude de Chastillon (dessinateur), Jean Boisseau (éditeur), Isaac Briot (graveur), Vue de Decize, détail, 1644, eau-forte sur papier.

Les crues emportent ou endommagent régulièrement le pont au cours de ces deux siècles : en 1608, 1609, 1643, 1664, 1669, 1693, 1695, 1707, 1709, 1730, 1733, 1744, 1757, de 1778 à 1782, en 1789, 1790, 1795, etc.
Un document du XVIe siècle évoque la construction d'un nouveau pont en remplacement de celui du Moyen Âge. Il est vite dégradé puisqu'en 1583, Anthoine Ollivier note qu'il n'en subsiste que les piles. Un marché est établi en 1595 pour la construction d'un nouveau pont. Les crues de 1596 et 1608 l'emportent comme les précédents. Il est reconstruit en 1614 et comporte alors seize piles et dix-sept arches. Les arches sont une nouvelle fois emportées et remplacées par des tabliers en bois.

### XVIIIesiècle
Source.
Le 30 janvier 1740, l'ingénieur Devaux propose un devis « des ouvrages à faire aux arches de maçonnerie, aux piles et aux crèches du pont de bois de 21 arches », les travaux sont confiés le 15 février 1740 à Jean-Baptiste Moret. Il s'agit de remplacer ou réparer certaines piles ou arches du pont ruiné existant.
Le 14 août 1751, l'ingénieur Picault préconise « la reconstruction de six nouvelles arches sur sept piles », les travaux sont confiés à Jean-Baptiste Marandat. En 1752, elles sont achevées, le pont comporte désormais quinze piles et seize travées (dont les six arches en pierre réalisées par Marandat côté ville).
Le 9 mai 1754, l'ingénieur Leclerc propose de remplacer les dix anciennes travées du côté de Saint-Privé par six nouvelles arches, les travaux sont confiés à Mathurin Jacques. Le pont se compose alors de douze piles en pierre et treize arches en pierre suivant deux pentes montantes de part et d'autre de l'arche maîtresse centrale.

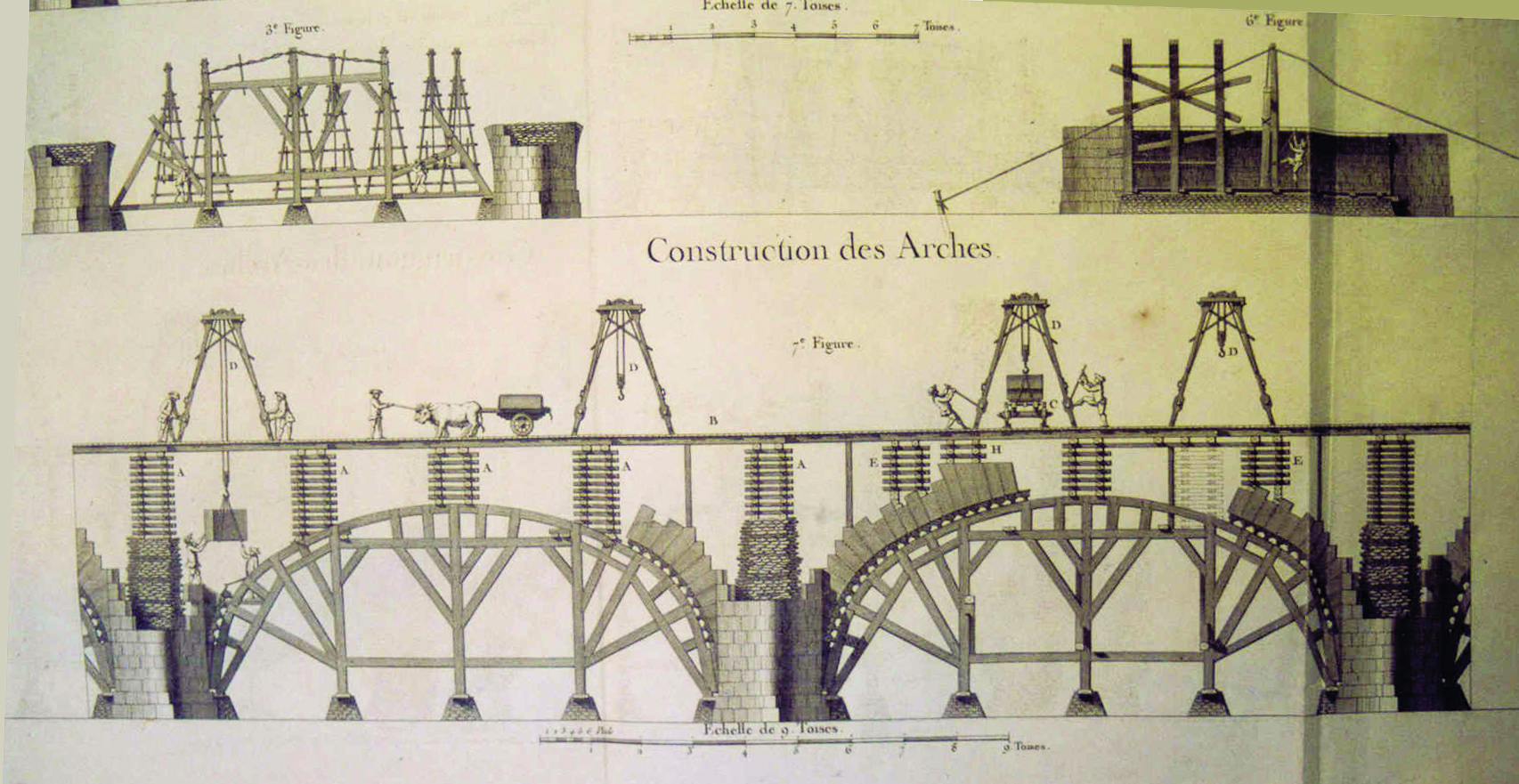
Louis de Règemortes, extrait de la 7e feuille concernant la construction des arches du pont de Moulins, 1771, gravure sur papier.

Le 28 octobre 1771, les ingénieurs Devaux et Benoist prennent la suite du chantier et proposent le remplacement des six arches de Marandat du côté de la ville et de l'arche maîtresse par cinq arches de grandes dimensions et quatre piles par ordre croissant de longueur du centre du pont vers la rive gauche. Le chantier est confié à Robert Arnault, puis Robert Legrand et enfin Antoine Descombes à la suite du décès de son prédécesseur. Le 7 octobre 1775, Jean de Pont, intendant de la généralité de Moulins, pose la première pierre et les travaux sont achevés en 1787. Le pont prend alors sa forme définitive avec ses dix piles et onze arches de dimensions croissantes depuis le faubourg vers la ville.

### XIXeetXXesiècles
Le pont terminé en 1787 ne semble pas subir de dégradation au cours des grandes crues de 1790, 1846, 1856, 1866 et 1907. Le 5 août 1894, le Conseil municipal décide de l'élargissement du pont en détruisant le parapet en pierre et en posant les trottoirs en encorbellement.
Le 18 juin 1940, les forces françaises font sauter la première arche rive gauche qui sera d'abord remplacée par un tablier en bois puis reconstruite définitivement quelques années plus tard.

## Administration du chantier
L'édification du pont de Loire de Decize est le fruit du travail d'ingénieurs plus que d'architectes : les ingénieurs des ponts et chaussées. Ils réalisent les cahiers des charges de travaux qui sont ensuite attribués à des entrepreneurs par adjudications.
Le financement est en grande partie assumé par l'État via les généralités (ici celle de Moulins dont dépend Decize). Ces dernières peuvent lever des impôts spécifiques mais les communes participent aussi activement au financement par le biais des octrois et péages.
Les comptes de travaux soldés en 1761 font état de : la somme de 636 332 livres tournois, 9 sols et 107 deniers, en 1787, la somme est portée à 557 968 livres tournois 28 sols et 7 deniers ce qui correspondrait à 373 kilogrammes d'or.

## Description
C'est un pont voûté en maçonnerie composé de onze arches, dix piles et deux culées.
| 11e arche | 10e arche | 9e arche | 8e arche | 7e arche | 6e arche | 5e arche | 4e arche | 3e arche | 2e arche | 1re arche |
| --------- | --------- | -------- | -------- | -------- | -------- | -------- | -------- | -------- | -------- | --------- |
| 10,89 m   | 11,55 m   | 14,52 m  | 15,18 m  | 15,84 m  | 16,5 m   | 18,48 m  | 19,47 m  | 20,79 m  | 22,44 m  | 24,09 m   |

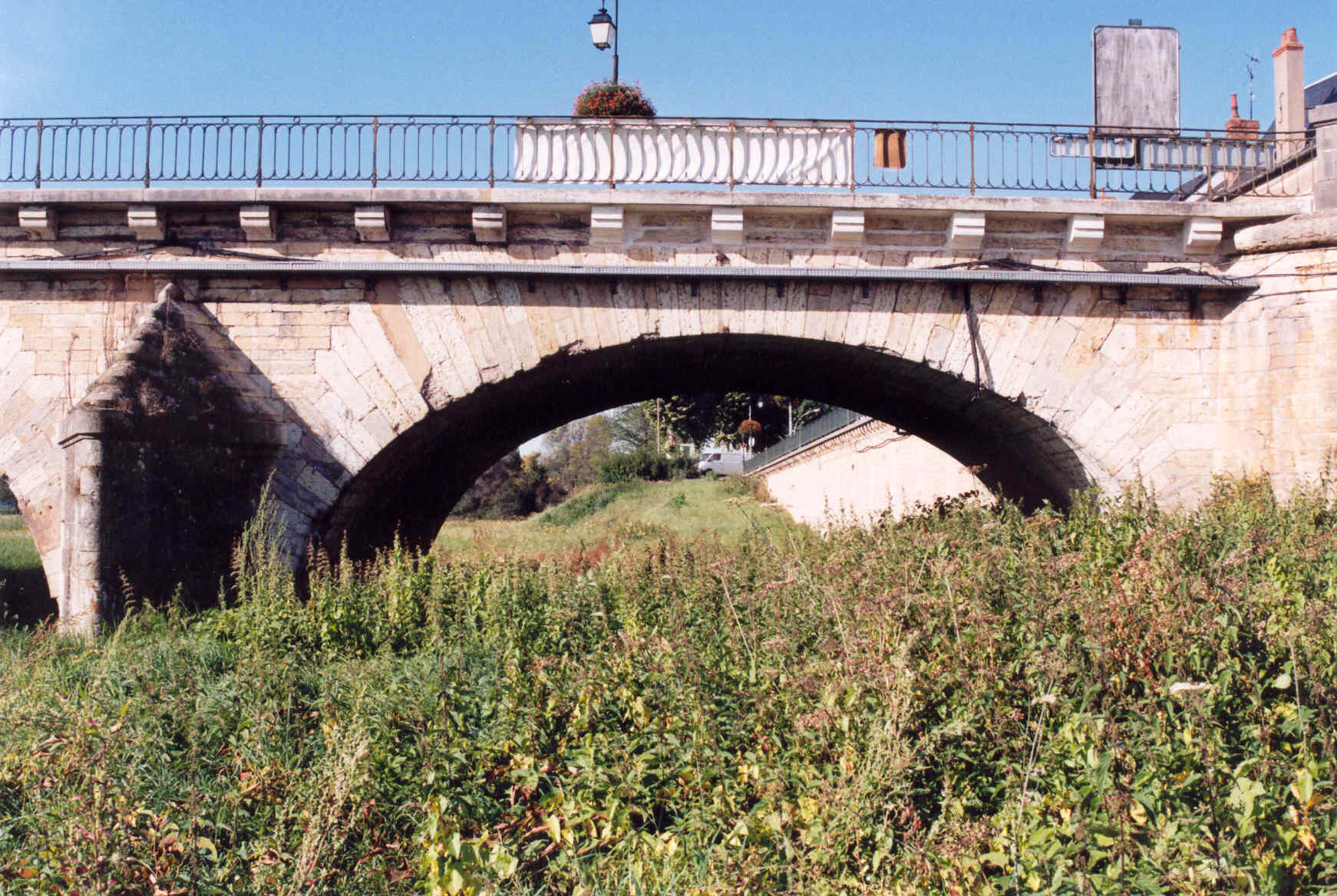
Arche 11 amont.
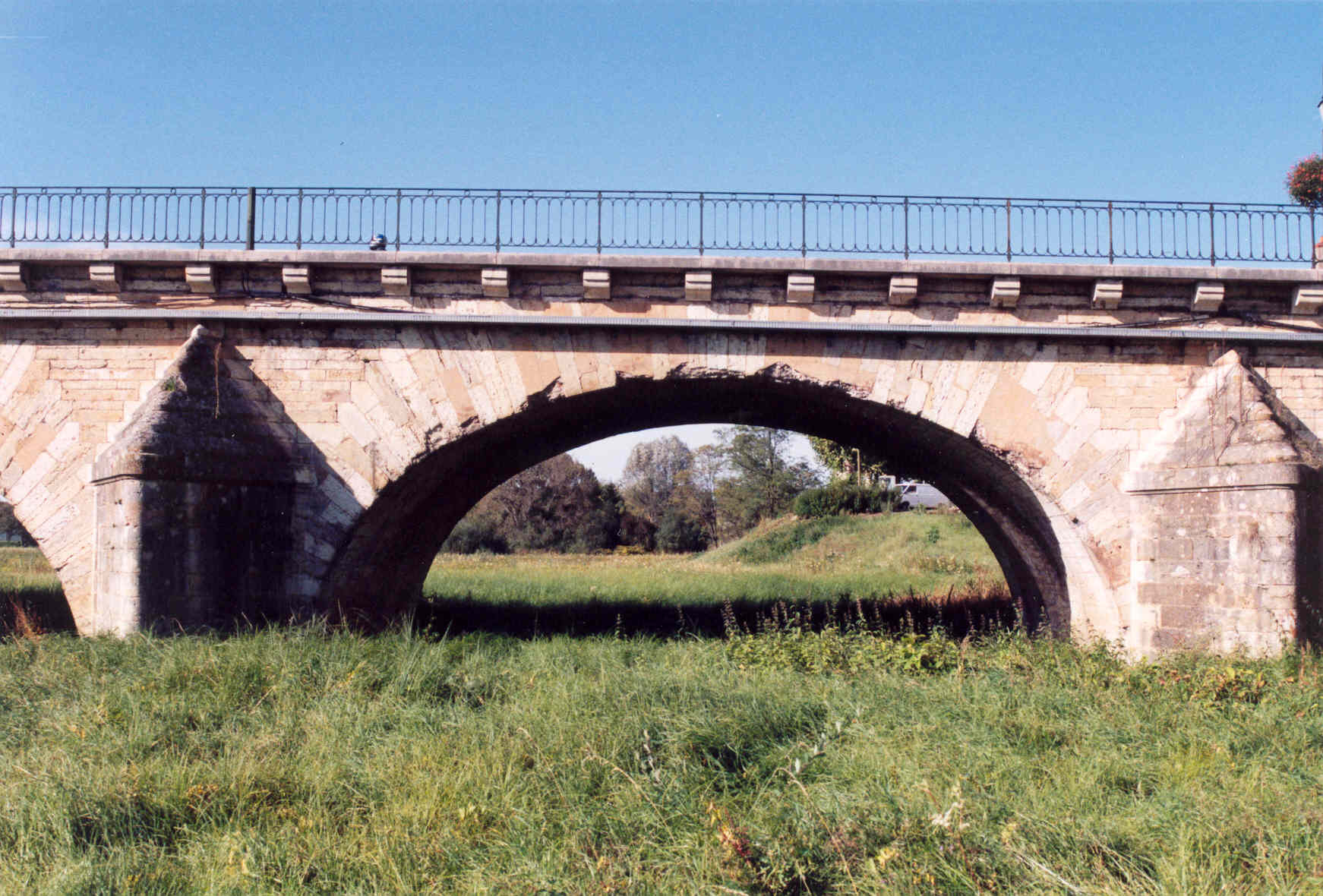
Arche 10 amont.
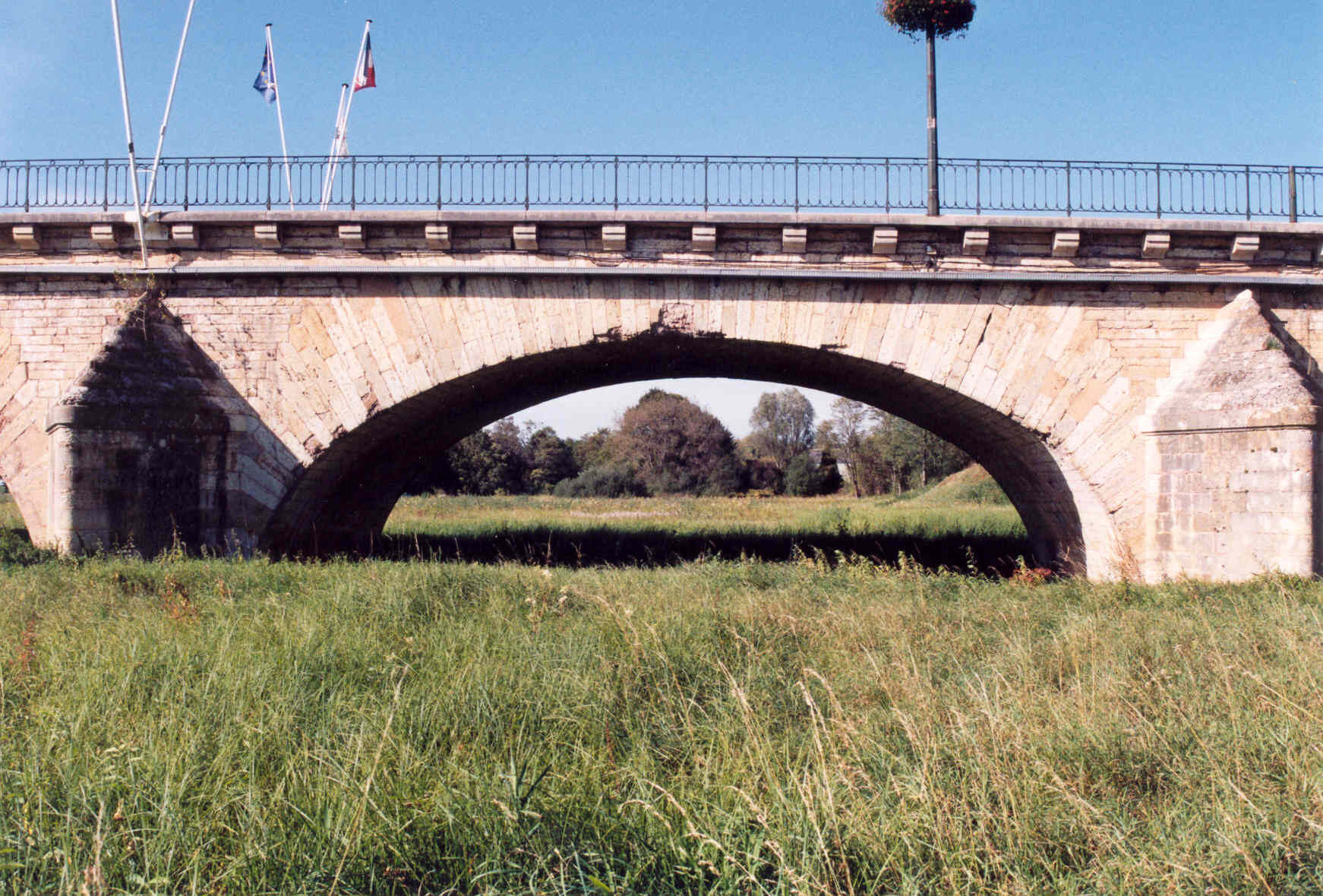
Arche 9 amont.
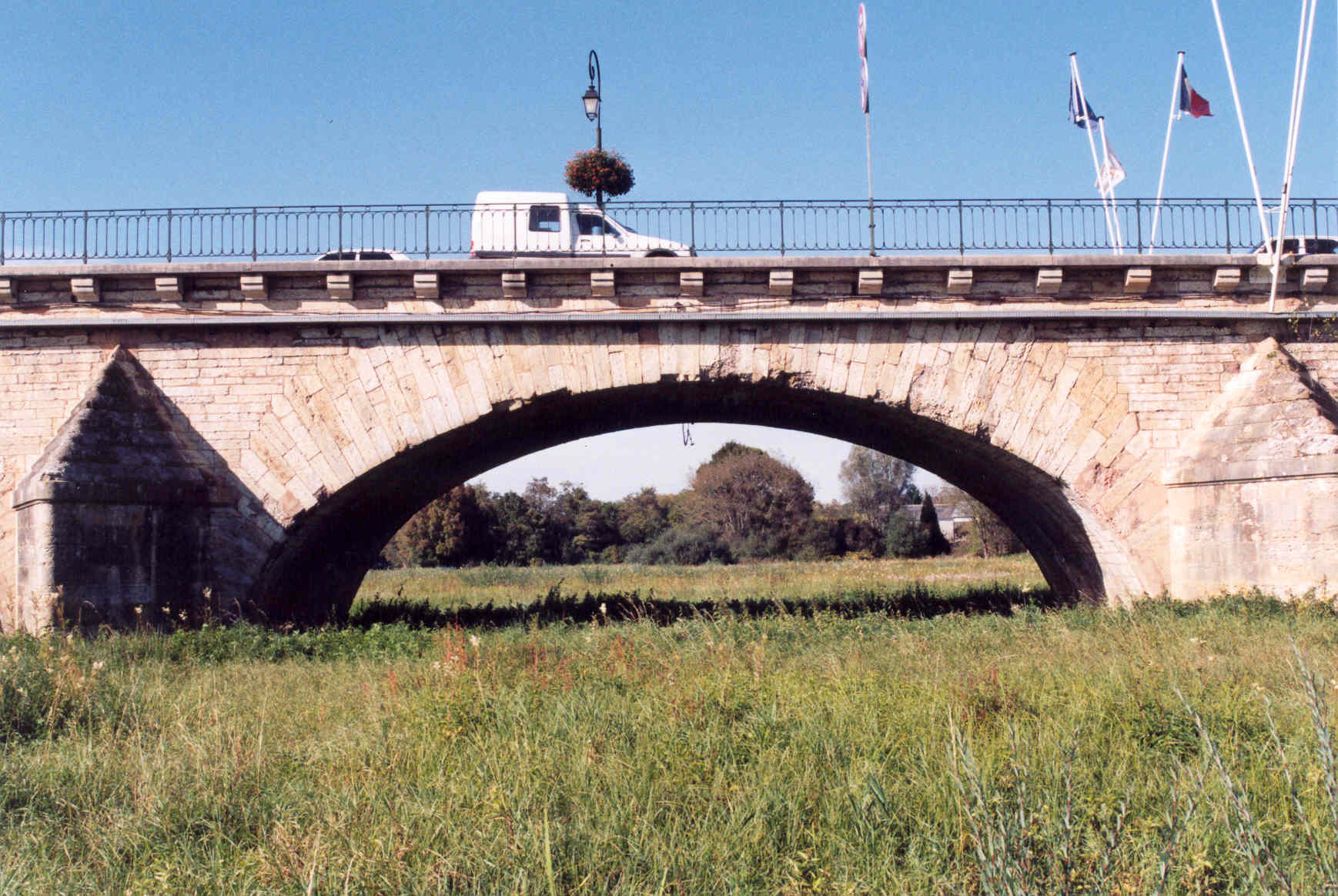
Arche 8 amont.
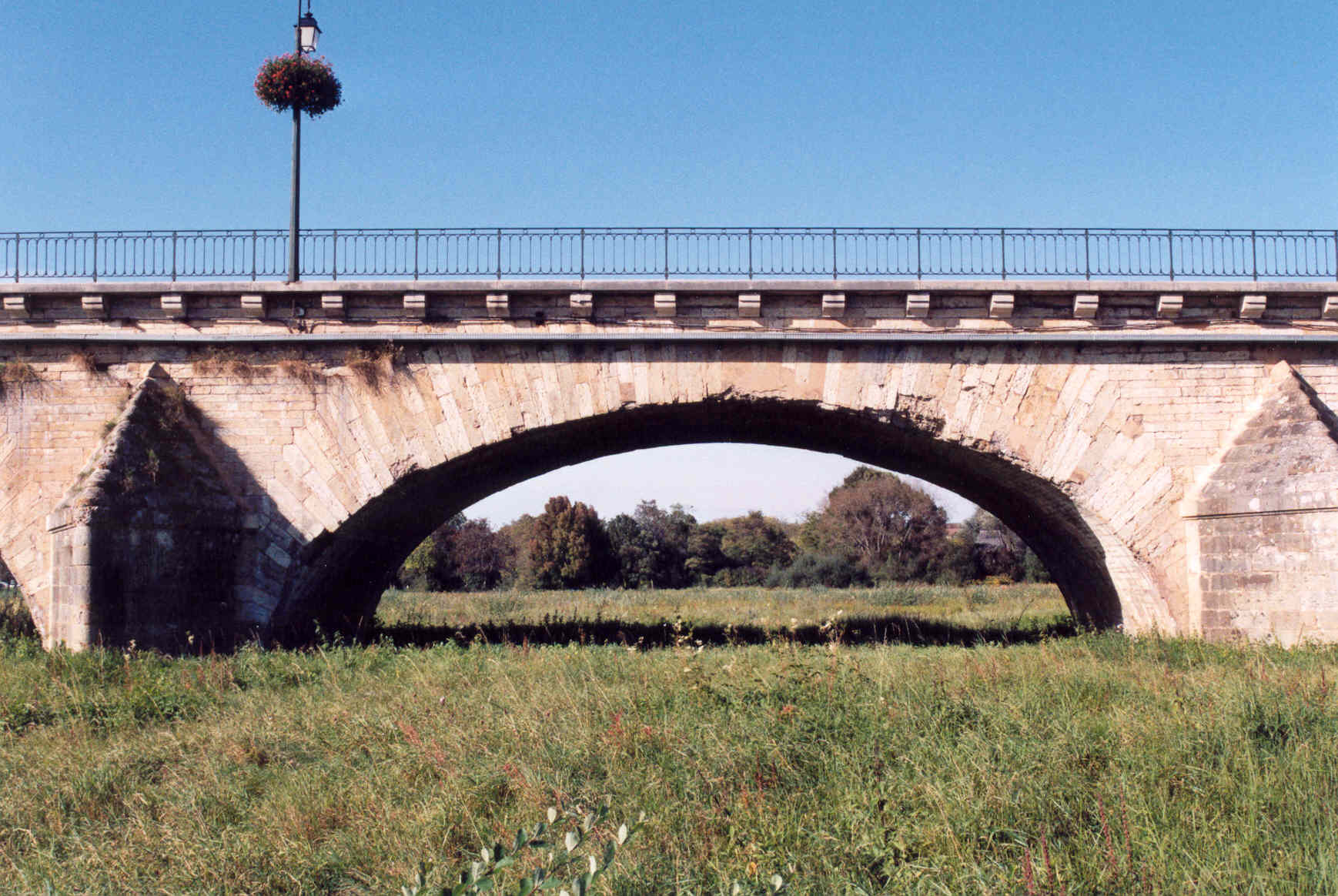
Arche 7 amont.
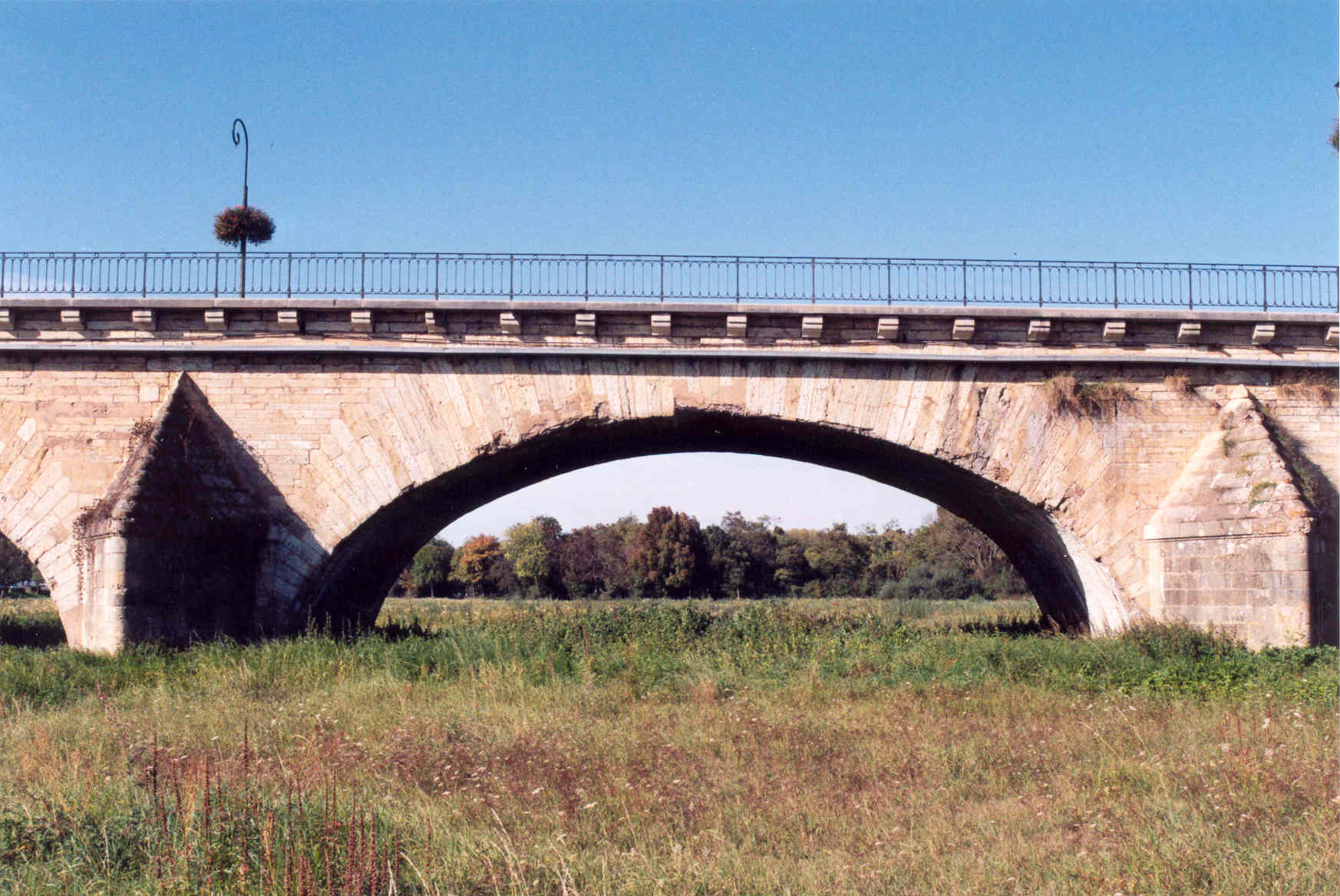
Arche 6 amont.
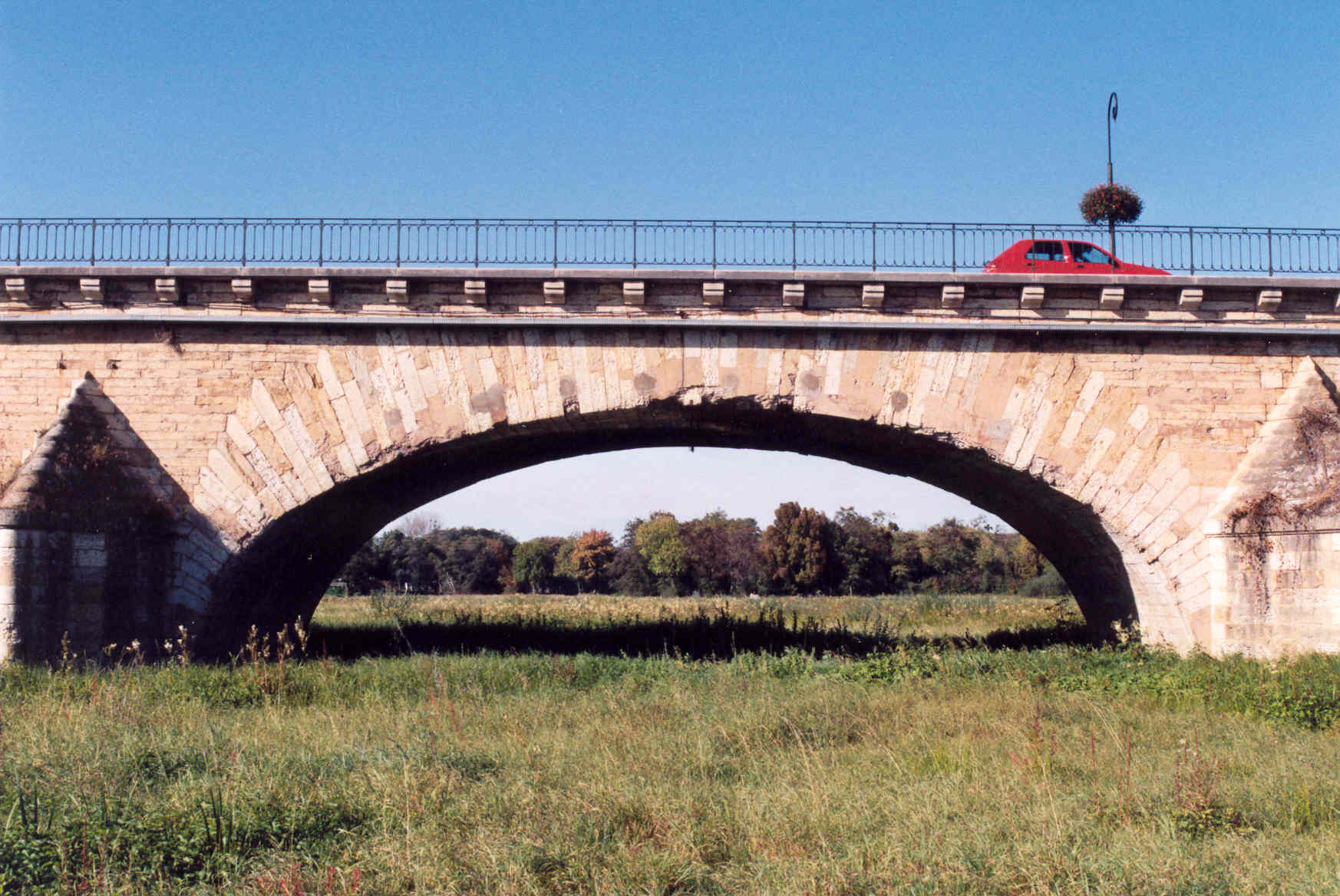
Arche 5 amont.
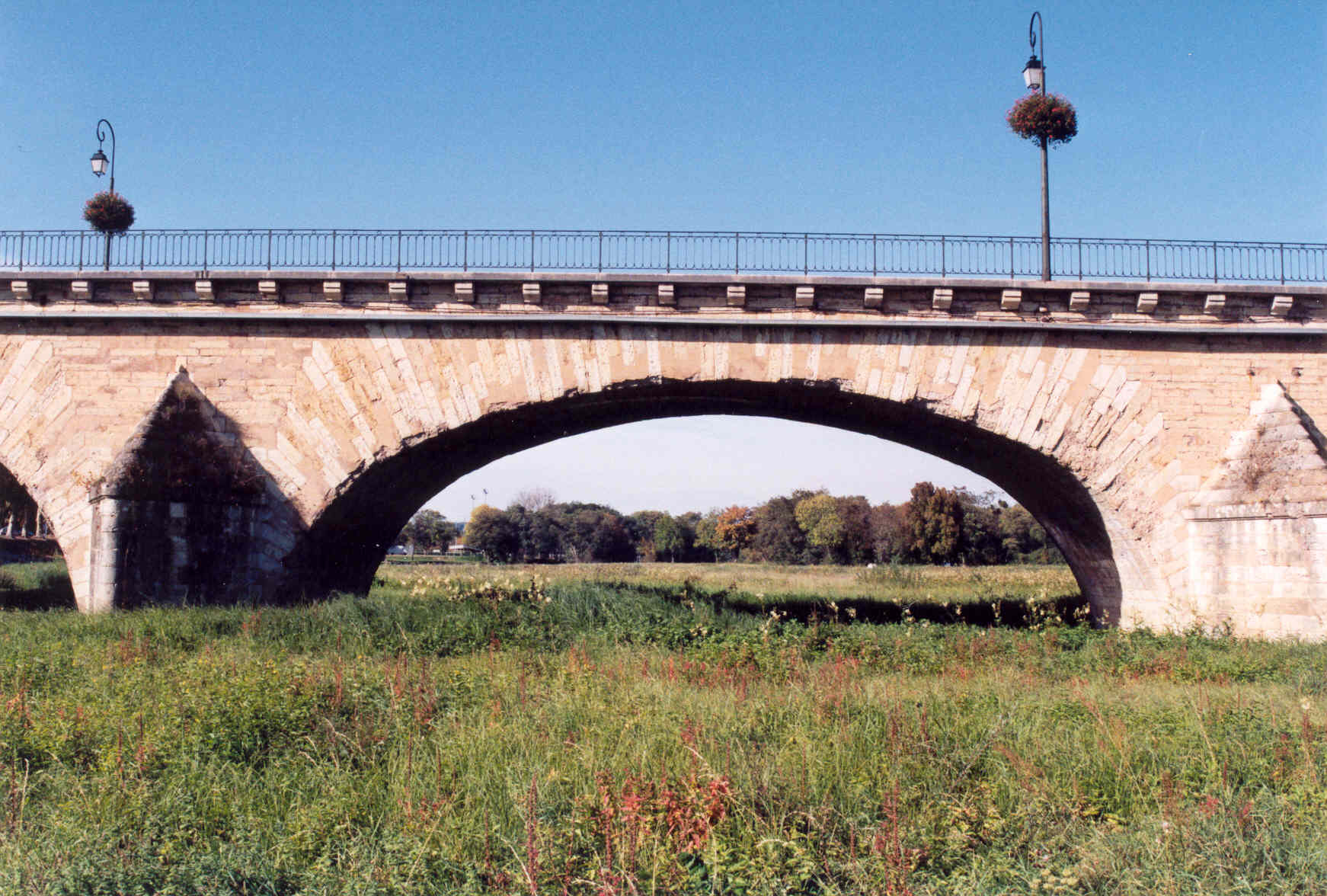
Arche 4 amont.
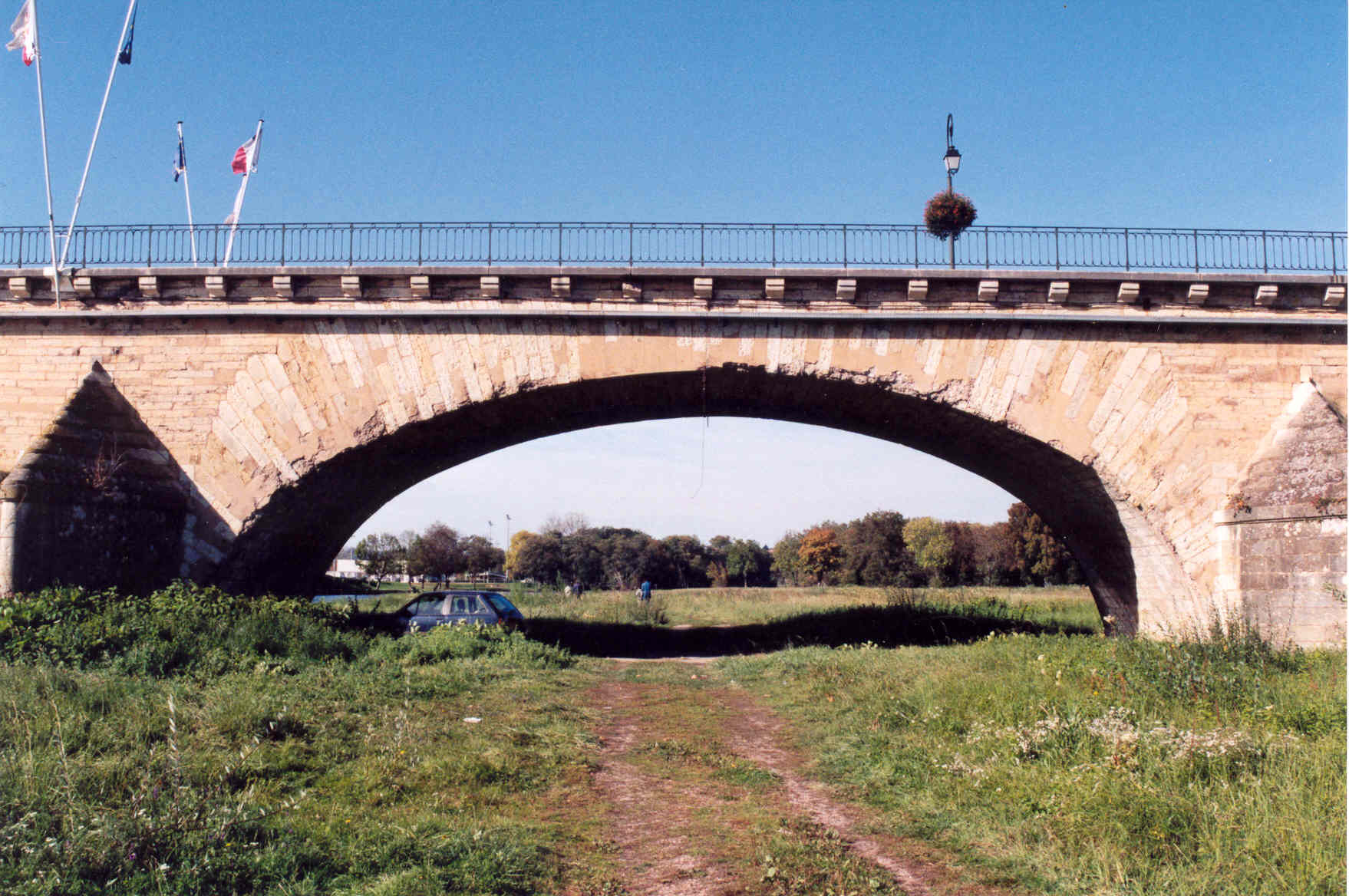
Arche 3 amont.

Il est équipé du côté de l'amont d'avant-becs en forme de triangle équilatéral à la pointe arrondie et du côté de l'aval d'arrière-becs en forme de trapèze isocèle. Ils sont couronnés d'une assise formant plinthe en saillie de 27 cm de hauteur et sont revêtus par des chaperons de pierre de taille en forme de pyramide.

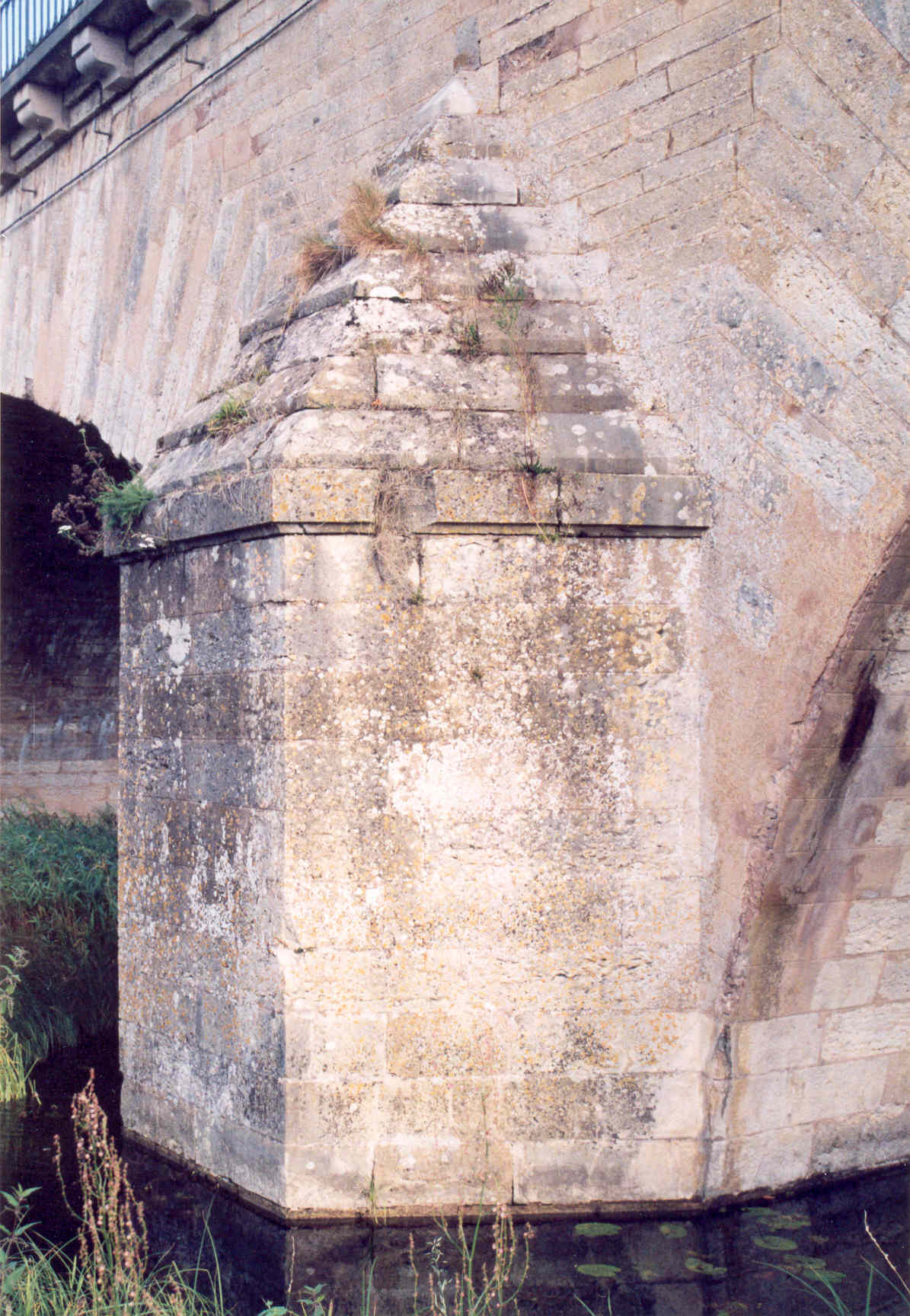
Arrière-bec.
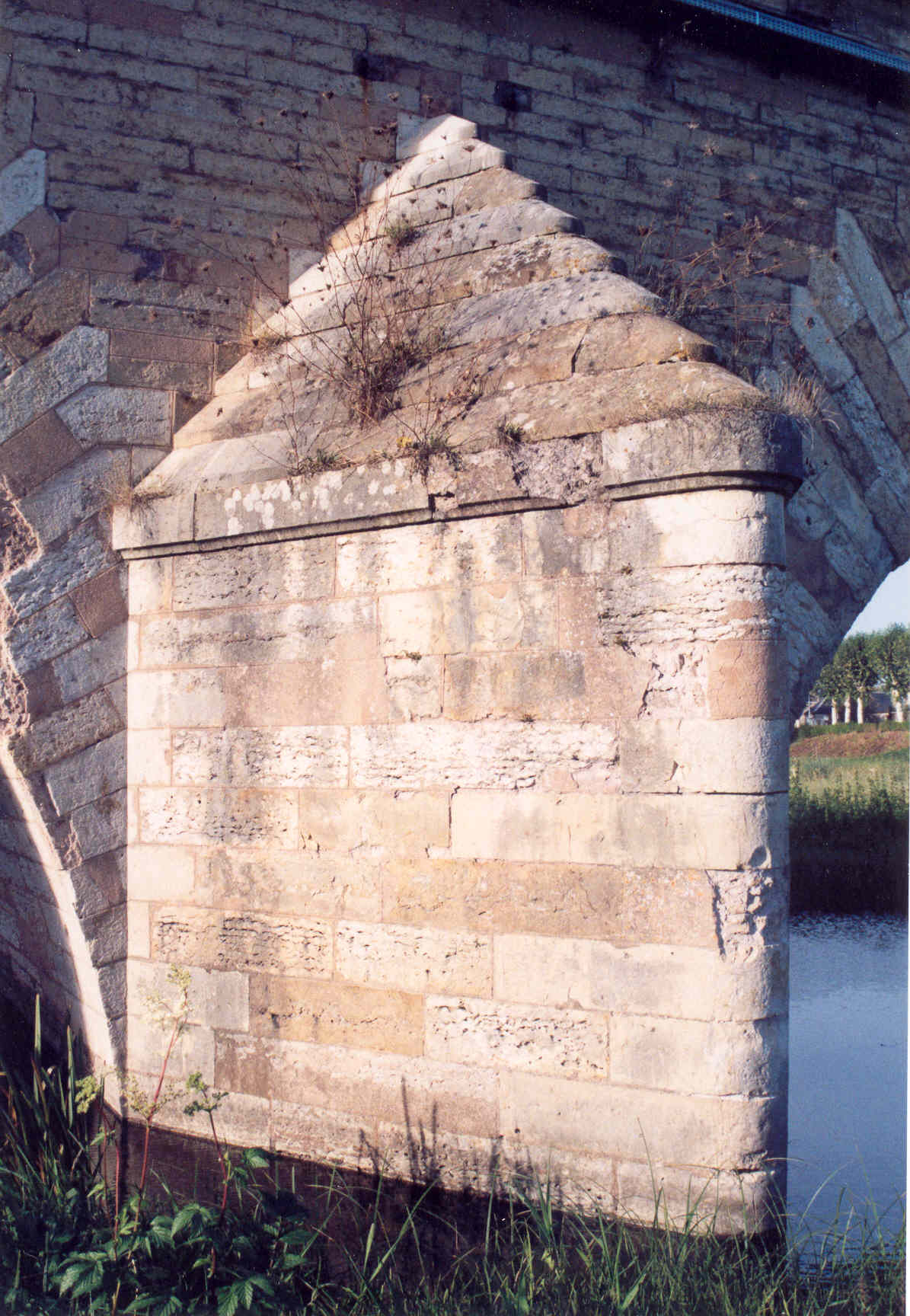
Avant-bec.

Les piles et culées supportent des voûtes en arc légèrement surbaissé coiffées d'une assise de cordons. Le tablier accueillait à l'origine la voie de circulation protégée de part et d'autre par des parapets composés de trois assises de pierre (dont le bahut, dernière assise bombée). En 1771, 86 bornes sont installées le long de ces parapets faisant office de chasse-roues et protégeant les piétons. 22 gargouilles en pierre évacuaient les eaux pluviales vers l'extérieur. Ces dispositions ont été démolies lors de l'élargissement du tablier en 1894.

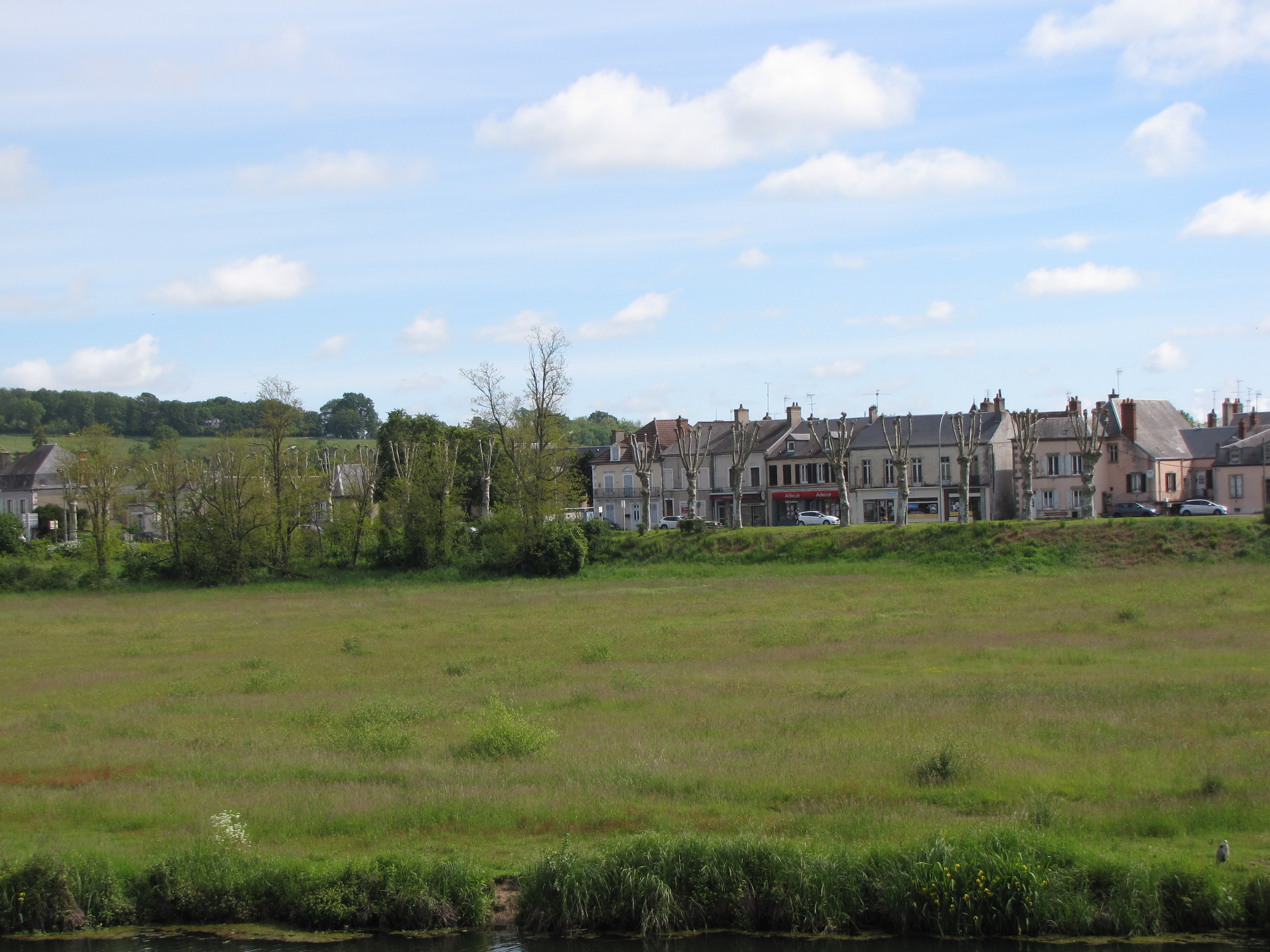
Quai et plantation de Saint-Privé.
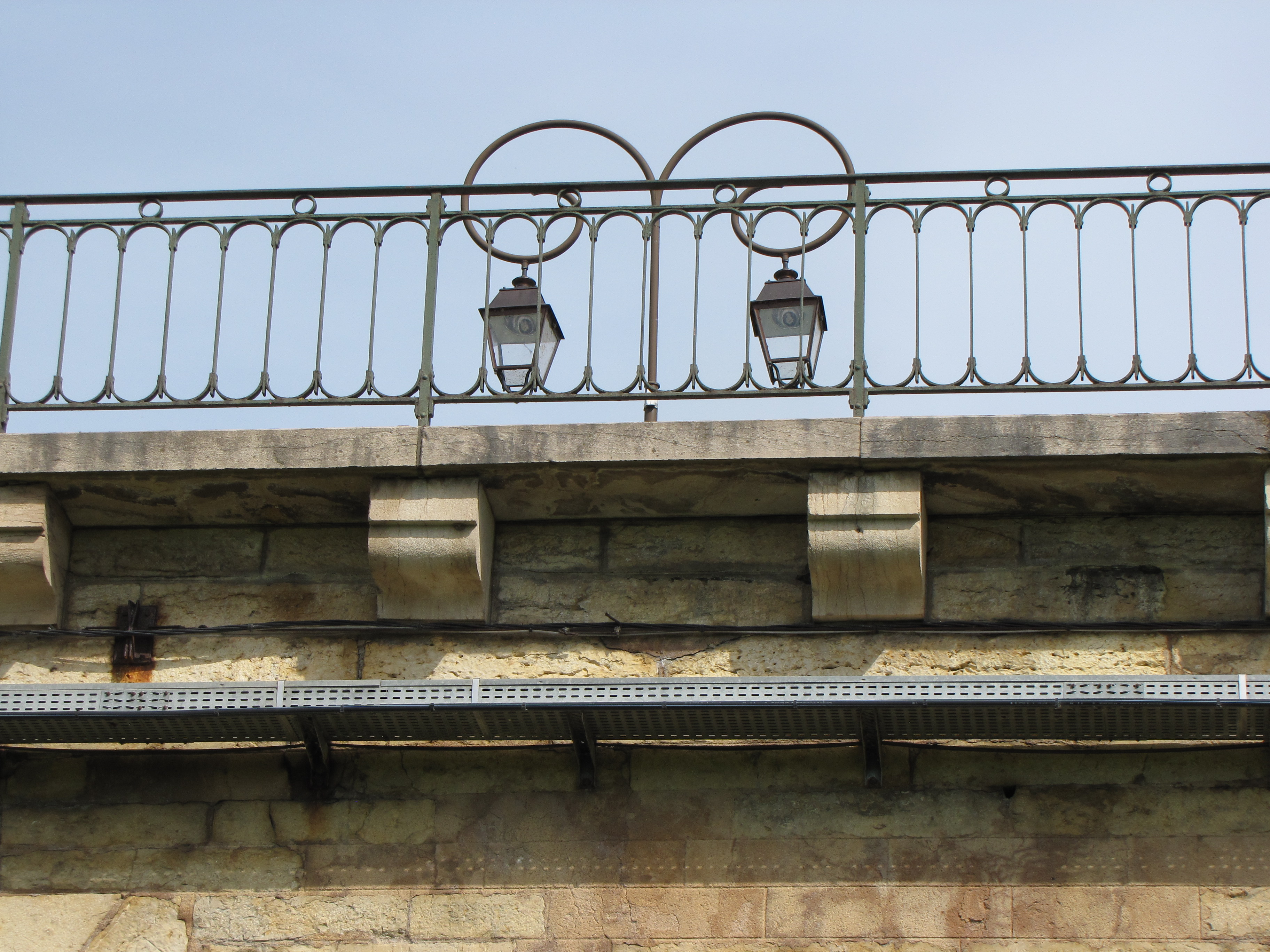
Tablier du pont, trottoir et garde-corps en encorbellement.

Les deux rives à l'amont et à l'aval sont recouvertes de murs de quais maçonnés (dès 1752 rive gauche et en 1783-84 rive droite) dotés de descentes d'abreuvoirs, escaliers et anneaux d'amarrage. Des plantations de tilleuls et platanes viennent maintenir les berges dès 1771.

## Signes lapidaires

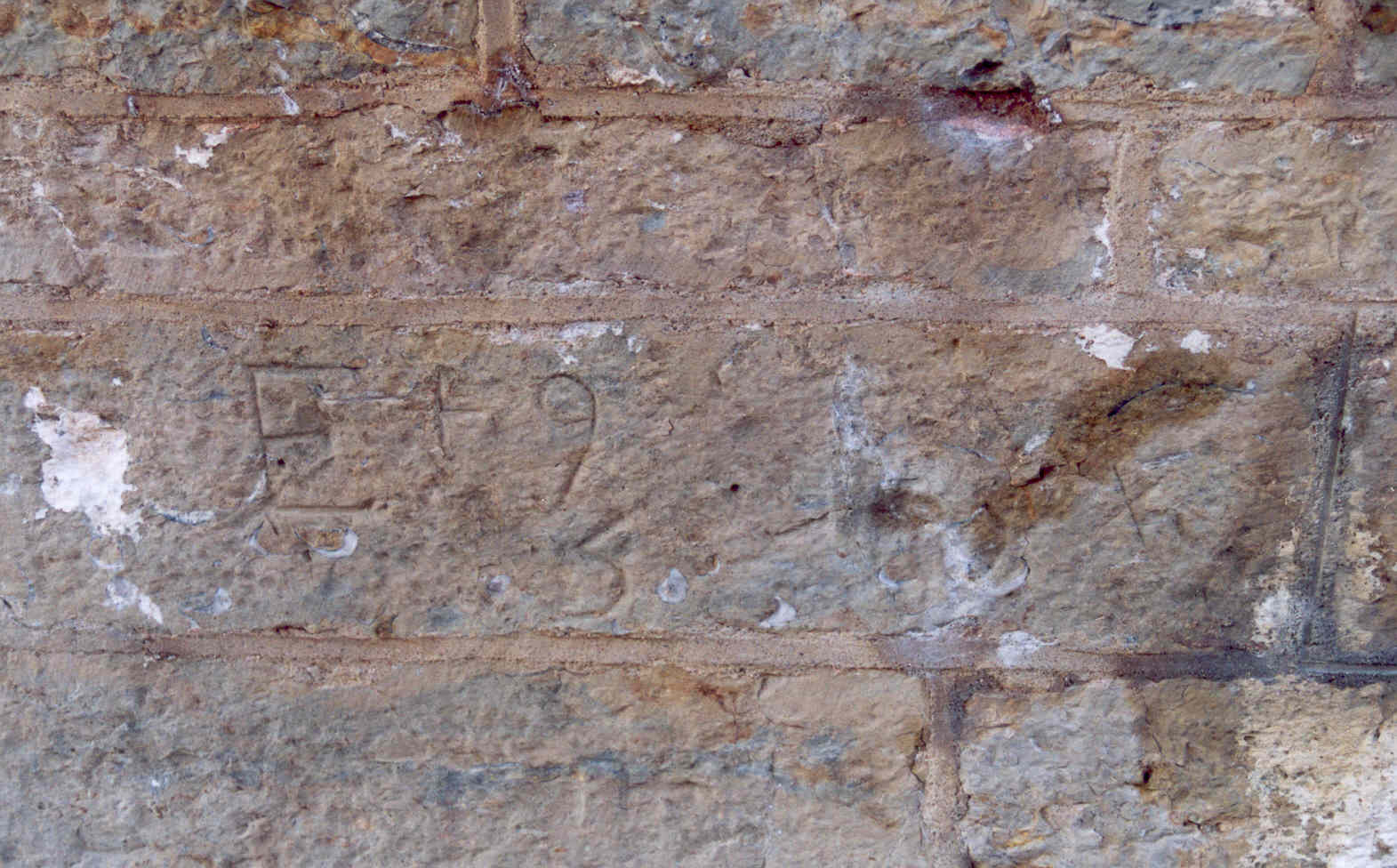
Marque de pose "E (étiage ?) + 9" sur une voûte.
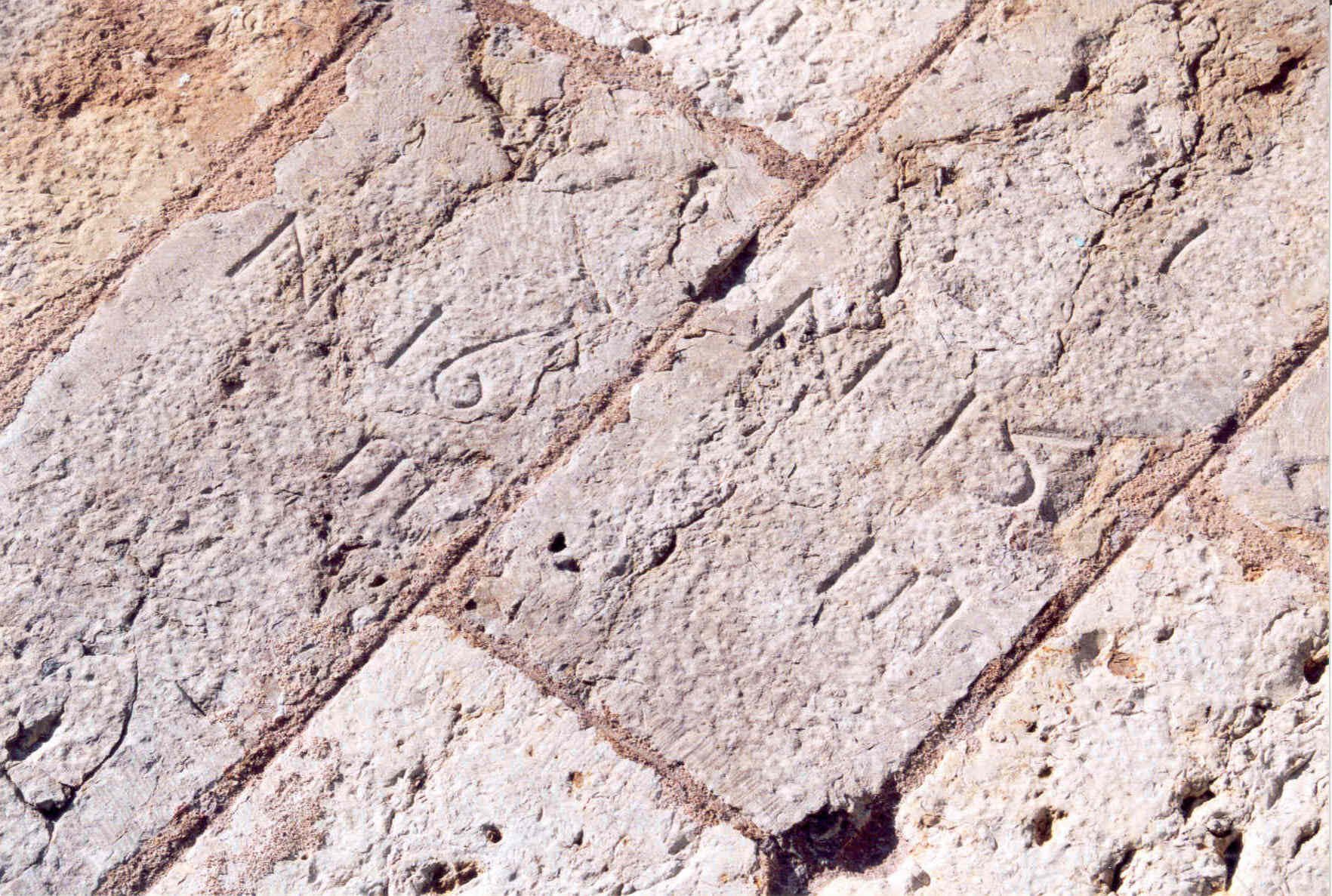
Marques de pose et marques de tâcherons sur un arc.

L'étude attentive des parements en pierre du pont permet de découvrir la présence de signes lapidaires.
Il existe d'abord des marques de pose qui indiquent l'ordre de mise en place des claveaux des arches depuis les sommiers jusqu'aux clefs de voûte. Les lettres désignent les demi-arcs et les chiffres les claveaux par ordres croissants pour faciliter la taille et la pose sur les cintres.
On trouve également des marques de tâcherons qui identifient les différents tailleurs de pierre du chantier qui étaient ainsi rémunérés à la tâche (donc à la pierre taillée).